# Каїо Зіп
«Каїо Зіп» (порт. Caio Zip) — це молодіжна науково-фантастична збірка, створених математиком Регіною Гонсалвес.

## Сюжет
Каїо Зіп — підліток, якого обрали для подорожі в часі. Як і багато підлітків, він не любить вчитися, вважає, що ненавидить математику, і навіть не усвідомлюючи того, що дуже добре використовує математичні міркування в різних повсякденних ситуаціях.
Таким чином, з кожною пригодою Каїо Зіп дорослішає і дізнається, що для того, щоб подолати труднощі, йому доведеться використовувати свою найбільшу силу, логічне міркування, силу дедукції.

## Критика
Основна ідея серії — показати світову історію, створену великими людьми, і те, на скільки математика та інші предмети були важливими в їх рішеннях. І все це описується очима підлітка, який бере участь у відкриттях і великих битвах.
Ідея збірки, безсумнівно, амбітна. Її мета – розважити, виховувати молодь та викликати зацікавленість у читача. Він є багатодисциплінарним, оскільки поєднує в собі різні галузі знань, такі як: всесвітня історія, математика, мистецтво, принципи філософії та науки. Збірка — багатодисциплінарна, оскільки поєднує в собі різні галузі знань, такі як: всесвітня історія, математика, мистецтво, принципи філософії та науки.
Кожну книгу можна читати самостійно і без дотримання порядку створення. Перша книга утворена декількома оповіданнями з сильним дидактичним змістом, але розбавлений великою кількістю гумору. Наступні книги мають високий культурно-історичний зміст, математика також присутня, але у вигляді завдань, загадок чи логічних міркувань для прийняття рішення чи вирішення загадок.
Щоб отримати уявлення про серйозність ідеї мандрівки в часі, у серії є книга, яка показує, як з урахуванням теорії відносності побудували машину часу.